# Skoga, Hylte kommun
Skoga är en by i Färgaryds distrikt (Färgaryds socken) i västra Småland som sedan 1974 tillhör Hylte kommun och Hallands län. Byn ligger åtta kilometer sydöst om tätorten Hyltebruk, vid vägskälet där Länsväg 873 mot Färgaryd och Nissaryd utgår från Länsväg 650 mellan Hyltebruk och Femsjö.

## Historia
Skoga förekommer i dokument första gången 1687. Laga skifte förrättades 1854 och då fanns två gårdar i byn. Bland bebyggelser på ägorna märks Borgartorpet, torpet Bokelund och backstugan Ekåsen. 1911-1940 fanns en skola i byn.